# Rappresentanti delle Hawaii
Le Hawaii sono attualmente rappresentate alla Camera dei rappresentanti degli Stati Uniti da due delegati, eletti in distretti uninominali con il sistema first-past-the-post ogni due anni. 
Il numero dei delegati è proporzionale alla popolazione dello stato; durante il periodo di esistenza come Territorio delle Hawaii (1900-1959) vi fu un unico delegato alla Camera eletto in un collegio unico, at -large. Al momento dell'ammissione all'Unione, nel 1959, allo stato venne assegnato provvisoriamente un delegato, in attesa dei risultati dei risultati del censimento del 1960. Dal 1963 al 1971 lo stato ha avuto due delegati, eletti in un collegio unico, mentre dal 1971 esistono due distretti uninominali distinti, eletti come il sistema first-past-the-post. I due delegati sono stati confermati anche dall'ultimo censimento del 2020.

## Elenco

### Distretto congressualeat-largedel Territorio delle Hawaii
| N.      | Foto    | Rappresentante                      | Partito      | Carica           | Carica         | Congressi                                       | Mandati | Elezioni                                                                     |
| N.      | Foto    | Rappresentante                      | Partito      | Inizio           | Termine        | Congressi                                       | Mandati | Elezioni                                                                     |
| ------- | ------- | ----------------------------------- | ------------ | ---------------- | -------------- | ----------------------------------------------- | ------- | ---------------------------------------------------------------------------- |
| 1       |         | Robert W. Wilcox (1855-1903)        | Home Rule    | 15 dicembre 1900 | 3 marzo 1903   | 56 · 57                                         | 1       | 1900 Perse la rielezione                                                     |
| 2       |         | J. Kūhiō Kalanianaʻole (1871-1922)  | Repubblicano | 4 marzo 1903     | 7 gennaio 1922 | 58 · 59 · 60 · 61 · 62 · 63 · 64 · 65 · 66 · 67 | 10 1⁄2  | 1902 · 1904 · 1906 · 1908 · 1910 · 1912 · 1914 · 1916 · 1918 · 1920 Deceduto |
| Vacante | Vacante | Vacante                             | Vacante      | 7 gennaio 1922   | 25 marzo 1922  | 67                                              |         |                                                                              |
| 3       |         | Henry A. Baldwin (1871-1946)        | Repubblicano | 25 marzo 1922    | 3 marzo 1923   | 67                                              | 1⁄2     | Eletto per terminare il mandato di Kalanianaʻole Non ricandidatosi           |
| 4       |         | William P. Jarrett (1877-1929)      | Democratico  | 4 marzo 1923     | 3 marzo 1927   | 68 · 69                                         | 2       | 1922 · 1924 Perse la rielezione                                              |
| 5       |         | Victor S. K. Houston (1876-1959)    | Repubblicano | 4 marzo 1927     | 3 marzo 1933   | 70 · 71 · 72                                    | 3       | 1926 · 1928 · 1930 Perse la rielezione                                       |
| 6       |         | Lincoln L. McCandless (1859-1940)   | Democratico  | 4 marzo 1933     | 3 gennaio 1935 | 73                                              | 1       | 1932 Perse la rielezione                                                     |
| 7       |         | Samuel W. King (1886-1959)          | Repubblicano | 3 gennaio 1935   | 3 gennaio 1943 | 74 · 75 · 76 · 77                               | 4       | 1934 · 1936 · 1938 · 1940 Non ricandidatosi                                  |
| 8       |         | Joseph R. Farrington (1897-1954)    | Repubblicano | 3 gennaio 1943   | 19 giugno 1954 | 78 · 79 · 80 · 81 · 82 · 83                     | 6       | 1942 · 1944 · 1946 · 1948 · 1950 · 1952 Deceduto                             |
| Vacante | Vacante | Vacante                             | Vacante      | 19 giugno 1954   | 4 agosto 1954  | 83                                              |         |                                                                              |
| 9       |         | Elizabeth P. Farrington (1898-1984) | Repubblicano | 4 agosto 1954    | 3 gennaio 1957 | 83 · 84                                         | 1 1⁄2   | Eletta per terminare il mandato del marito · 1954 Perse la rielezione        |
| 10      |         | John A. Burns (1909-1975)           | Democratico  | 3 gennaio 1957   | 21 agosto 1959 | 85 · 86                                         | 1 1⁄2   | 1956 · 1958 Candidatosi a Governatore all'ammissione all'Unione              |

### Distretto congressualeat-large
| 21 agosto 1959 | 3 gennaio 1961 | 86 | Daniel Inouye (1924-2012) | Democratico | 1959 Candidatosi al Senato                        | Il secondo seggio venne aggiunto nel 1963. | Il secondo seggio venne aggiunto nel 1963. | Il secondo seggio venne aggiunto nel 1963.               |
| 3 gennaio 1961 | 3 gennaio 1963 | 87 | Daniel Inouye (1924-2012) | Democratico | 1959 Candidatosi al Senato                        | Il secondo seggio venne aggiunto nel 1963. | Il secondo seggio venne aggiunto nel 1963. | Il secondo seggio venne aggiunto nel 1963.               |
| 3 gennaio 1963 | 3 gennaio 1965 | 88 | Thomas Gill (1922-2009)   | Democratico | 1962 Candidatosi al Senato                        | Spark Matsunaga (1889-1990)                | Democratico                                | 1962 · 1964 · 1966 · 1968 Ricandidatosi nel 1° distretto |
| 3 gennaio 1965 | 3 gennaio 1967 | 89 | Patsy Mink (1927-2002)    | Democratico | 1964 · 1966 · 1968 Ricandidatasi nel 2° distretto | Spark Matsunaga (1889-1990)                | Democratico                                | 1962 · 1964 · 1966 · 1968 Ricandidatosi nel 1° distretto |

### 1º Distretto
| N.      | Foto    | Rappresentante              | Partito      | Carica            | Carica            | Congresso                                                 | Mandati | Elezioni                                                                    |
| N.      | Foto    | Rappresentante              | Partito      | Inizio            | Termine           | Congresso                                                 | Mandati | Elezioni                                                                    |
| ------- | ------- | --------------------------- | ------------ | ----------------- | ----------------- | --------------------------------------------------------- | ------- | --------------------------------------------------------------------------- |
| 1       |         | Spark Matsunaga (1889-1990) | Democratico  | 3 gennaio 1971    | 3 gennaio 1977    | 92 · 93 · 94                                              | 3       | 1970 · 1972 · 1974 Candidatosi al Senato                                    |
| 2       |         | Cecil Heftel (1924-2010)    | Democratico  | 3 gennaio 1977    | 11 luglio 1986    | 95 · 96 · 97 · 98 · 99                                    | 4 1⁄2   | 1976 · 1978 · 1980 · 1982 · 1984 Candidatosi a Governatore                  |
| Vacante | Vacante | Vacante                     | Vacante      | 11 luglio 1986    | 20 settembre 1986 | 99                                                        |         |                                                                             |
| 3       |         | Neil Abercrombie (1938-)    | Democratico  | 20 settembre 1986 | 3 gennaio 1987    | 99                                                        | 1⁄2     | Eletto per terminare il mandato di Heftel Perse la ricandidatura            |
| 4       |         | Pat Saiki (1930-)           | Repubblicano | 3 gennaio 1987    | 3 gennaio 1991    | 100 · 101                                                 | 2       | 1986 · 1988 Candidatasi al Senato                                           |
| 5       |         | Neil Abercrombie (1938-)    | Democratico  | 3 gennaio 1991    | 28 febbraio 2010  | 102 · 103 · 104 · 105 · 106 · 107 · 108 · 109 · 110 · 111 | 9 1⁄2   | 1990 · 1992 · 1994 · 1996 · 1998 · 2000 · 2002 · 2004 · 2006 · 2008         |
| Vacante | Vacante | Vacante                     | Vacante      | 28 febbraio 2010  | 22 maggio 2010    | 111                                                       |         |                                                                             |
| 6       |         | Charles Djou (1970-)        | Repubblicano | 22 maggio 2010    | 3 gennaio 2011    | 111                                                       | 1⁄2     | Eletto per terminare il mandato di Abercrombie Non ottenne la ricandidatura |
| 7       |         | Colleen Hanabusa (1951-)    | Democratico  | 3 gennaio 2011    | 3 gennaio 2015    | 112 · 113                                                 | 2       | 2010 · 2012 Candidatasi al Senato                                           |
| 8       |         | Mark Takai (1967-2016)      | Democratico  | 3 gennaio 2015    | 20 luglio 2016    | 114                                                       | 1⁄2     | 2014 Deceduto                                                               |
| Vacante | Vacante | Vacante                     | Vacante      | 20 luglio 2016    | 14 novembre 2016  | 114                                                       |         |                                                                             |
| 9       |         | Colleen Hanabusa (1951-)    | Democratico  | 14 novembre 2016  | 3 gennaio 2019    | 114 · 115                                                 | 1 1⁄2   | Eletta per terminare il mandato di Takai · 2016 Non ricandidatasi           |
| 10      |         | Ed Case (1952-)             | Democratico  | 3 gennaio 2019    | in carica         | 116 · 117 · 118 · 119                                     | 4       | 2018 · 2020 · 2022 · 2024                                                   |

### 2º Distretto
| N.      | Foto    | Rappresentante         | Partito     | Carica            | Carica            | Congresso                          | Mandati | Elezioni |
| N.      | Foto    | Rappresentante         | Partito     | Inizio            | Termine           | Congresso                          | Mandati | Elezioni |
| ------- | ------- | ---------------------- | ----------- | ----------------- | ----------------- | ---------------------------------- | ------- | --- |
| 1       |         | Patsy Mink (1927-2002) | Democratico | 3 gennaio 1971    | 3 gennaio 1977    | 92 · 93 · 94                       | 3       | 1970 · 1972 · 1974 Candidatasi al Senato                                                                                |
| 2       |         | Daniel Akaka (1924-)   | Democratico | 3 gennaio 1977    | 15 maggio 1990    | 95 · 96 · 97 · 98 · 99 · 100 · 101 | 6 1⁄2   | 1976 · 1978 · 1980 · 1982 · 1984 · 1986 · 1988 Nominato senatore                                                        |
| Vacante | Vacante | Vacante                | Vacante     | 15 maggio 1990    | 22 settembre 1990 | 101                                |         | |
| 3       |         | Patsy Mink (1927-2002) | Democratico | 22 settembre 1990 | 28 settembre 2002 | 102 · 103 · 104 · 105 · 106 · 107  | 5 1⁄2   | Eletta per terminare il mandato di Akaka · 1990 · 1992 · 1994 · 1996 · 1998 · 2000 Deceduta (rieletta postuma nel 2002) |
| Vacante | Vacante | Vacante                | Vacante     | 28 settembre 2002 | 30 novembre 2002  | 107                                |         | |
| 4       |         | Ed Case (1952-)        | Democratico | 30 novembre 2002  | 3 gennaio 2003    | 107                                | 1⁄2     | Eletto per terminare il mandato di Mink nel 107° Congresso                                                              |
| Vacante | Vacante | Vacante                | Vacante     | 3 gennaio 2003    | 4 gennaio 2003    | 108                                |         | |
| 5       |         | Ed Case (1952-)        | Democratico | 4 gennaio 2003    | 3 gennaio 2007    | 108 · 109                          | 1 1⁄2   | Eletto per terminare il mandato di Mink nel 108º Congresso · 2004 Candidatosi al Senato                                 |
| 6       |         | Mazie Hirono (1947-)   | Democratico | 3 gennaio 2007    | 3 gennaio 2013    | 110 · 111 · 112                    | 3       | 2006 · 2008 · 2010 Candidatasi al Senato                                                                                |
| 7       |         | Tulsi Gabbard (1981-)  | Democratico | 3 gennaio 2013    | 3 gennaio 2021    | 113 · 114 · 115 · 116              | 4       | 2012 · 2014 · 2016 · 2018 Candidatasi alle elezioni primarie                                                            |
| 8       |         | Kai Kahele (1974-)     | Democratico | 3 gennaio 2021    | 3 gennaio 2023    | 117                                | 1       | 2020 Candidatosi a Governatore                                                                                          |
| 9       |         | Jill Tokuda (1976-)    | Democratico | 3 gennaio 2023    | in carica         | 118 · 119                          | 2       | 2022 · 2024 |